# Fenómeno social

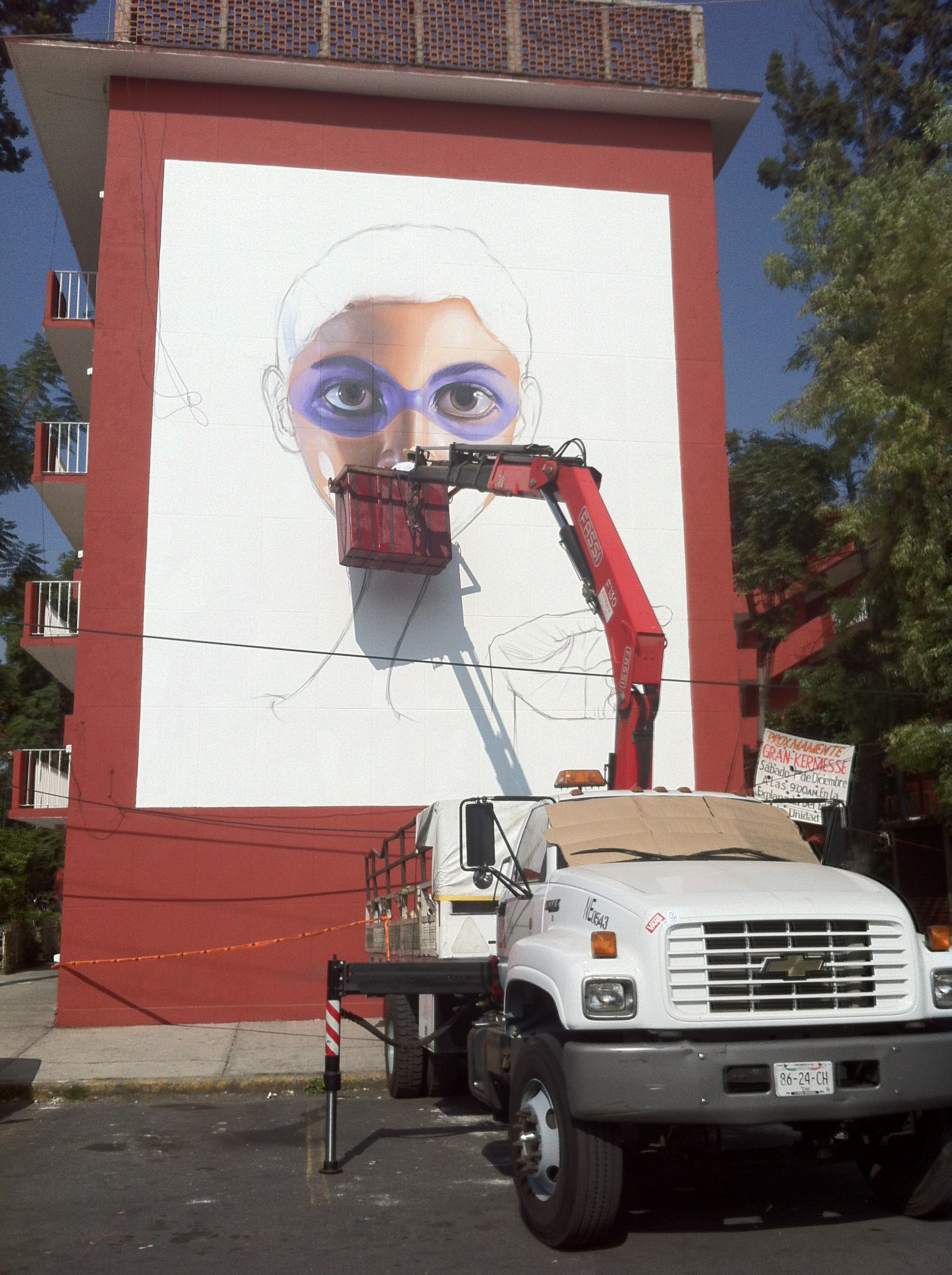
Fenómeno social asociado al cambio

Un fenómeno social es la actitud consciente de las personas ante los fenómenos de su vida o condición social, iniciándose consciente y espontáneamente contra los factores que lo limiten, lo opriman y lo exploten, de manera que lo impulse de forma inevitable a un cambio social. Incluye también todo comportamiento que influye o se deja influir de manera suficiente por seres vivos para responder a otros.
Por lo general, el concepto de fenómeno social pone el foco en las relaciones que son establecidas entre los individuos, es decir, aquellas en las que la unidad de análisis queda por encima del individuo.

## De su asociación a los cambios
Se puede asociar a uno o varios cambios, tanto individuales como grupales que afectan a una o más personas, estos cambios pueden ser negativos a nivel individual teniendo en cuenta las diferencias que marcan la personalidad, opinión e incluso el libre albedrío y/o razonamiento de cada persona o positivas a un nivel de comunidad como lo puede ser un derecho de libre elección.

## De su diferenciación
Los fenómenos sociales se diferencian de otro tipo de fenómenos en que, al tener que ver con el modo de pensar y actuar de las personas en el marco de una sociedad, son de índole subjetiva y relativa. En algunos casos incluso responden a características del imaginario colectivo.
Se habla de fenómenos sociales en un intento por comprender de manera sistemática o contextual las decisiones tomadas por un colectivo. Es decir que virtualmente todo puede ser un fenómeno social dado.